# De verdronkenen
De verdronkenen (2003-2008) is een monument voor de slachtoffers van de Watersnoodramp gemaakt door kunstenares Miep van Riessen (1944-2015). Het kunstwerk is een vijfluik met alle namen van de 1836 slachtoffers van de watersnoodramp in 1953. Van elk slachtoffer van de watersnoodramp van 1953 borduurde ze in alfabetische volgorde de familienaam met daarachter de voornamen en het geboortejaar. Op de achtergrond worden de Zeeuwse en Zuid-Hollandse eilanden zichtbaar. Dit werk, bestaande uit vijf langgerekte panelen, met een totale omvang van 1,34 bij 2,36 meter, hangt in het Watersnoodmuseum in Ouwerkerk. De verdronkenen heeft ook een digitale plaats gekregen in het Nederlands Openluchtmuseum als onderdeel van de Canon van Nederland-tentoonstelling.
Het materiaal is acryl en garens op doek; de afmetingen zijn 134 bij 236 cm.